# 泰兴镇
泰兴镇，是中华人民共和国四川省成都市新都区曾经下辖的一个镇。2019年12月，撤销泰兴镇，将其所属行政区域划归新都街道管辖。

## 行政区划
泰兴镇撤销前下辖以下地区：
普河社区、高筒社区、张庵社区、凉水社区、杨河社区、新店子社区、瓦窑村、观东村、观西村、九官村和议团村。